# Cốt lết

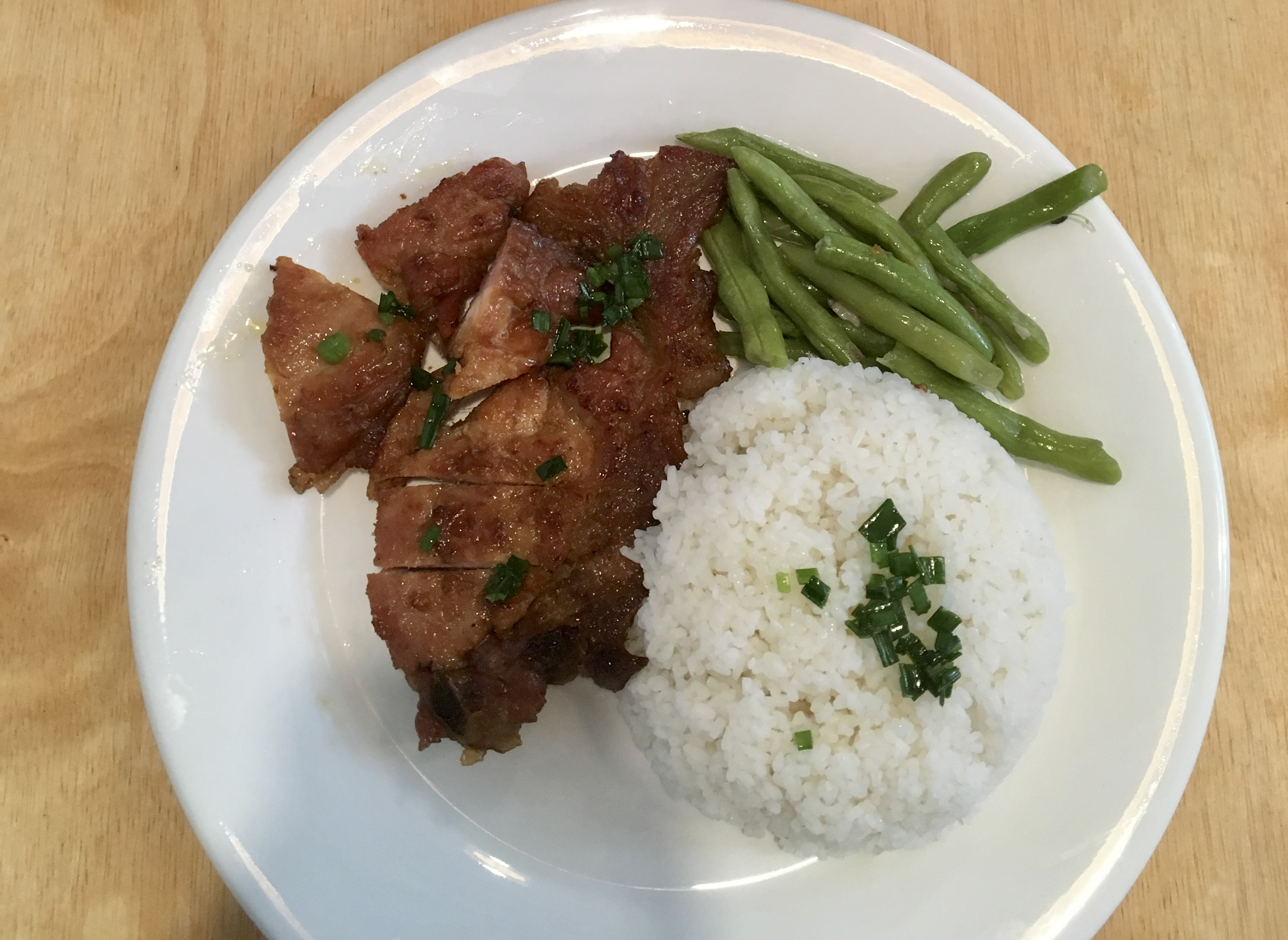
Cơm tấm sườn nướng

Sườn hay cốt lết (phiên âm từ tiếng Pháp "côtelette") là phần thịt được cắt vuông góc với xương sống của con lợn và thường là xương sườn hoặc một phần của đốt sống. Sườn heo không được chế biến và nạc hơn các loại thịt khác. Sườn thường được phục vụ riêng lẻ, hoặc có thể ăn kèm với sốt táo, rau và các gia vị khác. Thịt heo là một trong những loại thịt được tiêu thụ phổ biến nhất trên thế giới. Tại Hoa Kỳ, sườn heo là loại thịt được tiêu thụ phổ biến nhất từ thăn heo và chiếm 10% tổng lượng thịt heo tiêu thụ.
Tại Việt Nam, cốt lết được sử dụng rộng rãi trong ẩm thực Nam Bộ để làm món sườn nướng, thường ăn kèm với cơm tấm, hay món chả chìa vốn phổ biến ở Hải Phòng và Quảng Nam.